# Rhinanthus digeneus
Rhinanthus digeneus är en snyltrotsväxtart som först beskrevs av Felix Joseph Widder, och fick sitt nu gällande namn av D. Hartl. Rhinanthus digeneus ingår i släktet skallror, och familjen snyltrotsväxter. Inga underarter finns listade i Catalogue of Life.